# I’m a Rainbow
I’m a Rainbow (с англ. — «Я — радуга») — шестнадцатый студийный альбом американской певицы Донны Саммер. Пластинка была записана ещё в 1981 году, но официально была выпущена только в 1996 году на CD. Альбом не попал ни в какие чарты, тем не менее получил положительные отзывы критиков.

## История создания
В начале 1980 года в свет вышел восьмой студийный альбом певицы The Wanderer, ознаменовавший отход от музыки диско. I’m a Rainbow должен был стать его продолжением и планировался в формате двойного альбома. В начале работы над пластинкой Донна родила второго ребёнка, дочь Бруклин, что вызывало некоторые трудности в работе. К работе был привлечён продюсер Харольд Фальтермайер, однако владелец лейбла, Дэвид Геффен, остался недоволен тем, что услышал. Было закончено всего несколько песен, и большинство из них находились в демо-фазе. Фальтермайер выбыл из проекта, а также Джорджо Мородер и Пит Беллотт, давние соавторы и продюсеры певицы — это фактически положило конец рабочим отношениям Саммер с ними. Официально проект был отменён. Лейбл нанял Куинси Джонса для работы над новым материалом, который в 1982 году выльется в альбом Donna Summer.

## Релиз
Несмотря на отмену релиза, некоторые песни из I’m a Rainbow были выпущены:
- «Highway Runner» появился в саундтреке к фильму «Весёлые времена в школе Риджмонт» 1982 года.
- «Romeo» появился в саундтреке к фильму «Танец-вспышка» 1983 года.
- «I’m a Rainbow» и ремикс «Don’t Cry for Me Argentina» появились на сборнике 1993 года The Donna Summer Anthology.

I’m a Rainbow можно назвать самой разнообразной записью Донны, танцевальная музыка объединена с такими стилями как синти-поп, рок, а также с балладами.
Нелегальные копии пластинки распространялись в течение многих лет, пока альбом не был выпущен на CD Mercury Records 20 августа 1996 года. Однако оригинальное оформление альбома использовать не удалось, поскольку проект был отменен, а для альбома не было даже названия. Треки, представленные на выпущенном альбоме, по словам Харольда Фальтермайера, находятся в основном в демо-варианте.
Официальные продажи альбома в США на 2006 год составляли более 13 тыс. копий.

## Отзывы критиков
| Оценки критиков               | Оценки критиков |
| Источник                      | Оценка          |
| ----------------------------- | --------------- |
| AllMusic                      | [ 3 ]           |
| Encyclopedia of Popular Music | [ 4 ]           |
| PopMatters                    | без оценки      |

Рецензент AllMusic Лео Стэнли отметил колоссальную разницу между I’m a Rainbow и его предшественниками. По его мнению, на протяжении всего альбома Саммер исполняет некоторые из своих самых личных, интроспективных текстов, а вокал придает альбому эмоциональную силу, которой иногда не хватало её прежним альбомам. Резюмируя, автор заявил, что ему не ясно, почему релиз был отложен в то время, поскольку, по его мнению, I’m a Rainbow сильнее, чем большинство официальных студийных альбомов Саммер. В 2012 году Кристиан Джон Викейн в своём обзоре творчества певицы для PopMatters выразил сожаление отменой выпуска пластинки и сообщил, что, несмотря на чрезмерное количество треков, она «может похвастаться интересным набором материала». Он похвалил Саммер за превосходное исполнение «Don’t Cry for Me Argentina», обратил внимание на то, что её дерзкий вокал в «Highway Runner» явно перекликается с «Nightlife» из предыдущего логплея The Wanderer, а «Romeo» назвал «одно из самых игривых и энергичных выступлений» певицы, поспособствовавшей грандиозному успеху саундтрека к фильму «Танец-вспышка».

## Список композиций
| №   | Название                                   | Автор(ы)                                  | Длительность |
| --- | ------------------------------------------ | ----------------------------------------- | ------------ |
| 1.  | «I Believe (In You)» (дуэт с Джо Эспозито) | Харольд Фальтермайер, Кит Форси           | 4:31         |
| 2.  | «True Love Survives»                       | Пит Белотт, Донна Саммер                  | 3:38         |
| 3.  | «You to Me»                                | Пит Белотт, Сильвестр Левей               | 4:40         |
| 4.  | «Sweet Emotion»                            | Пит Белотт, Сильвестр Левей               | 3:45         |
| 5.  | «Leave Me Alone»                           | Харольд Фальтермайер, Кит Форси           | 4:06         |
| 6.  | «Melanie»                                  | Джорджо Мородер, Донна Саммер             | 3:40         |
| 7.  | «Back Where You Belong»                    | Харольд Фальтермайер, Кит Форси           | 3:53         |
| 8.  | «People Talk»                              | Джорджо Мородер, Донна Саммер             | 4:16         |
| 9.  | «To Turn the Stone»                        | Пит Белотт, Джорджо Мородер               | 4:21         |
| 10. | «Brooklyn»                                 | Пит Белотт, Сильвестр Левей, Донна Саммер | 4:36         |
| 11. | «I’m a Rainbow»                            | Брюс Судано                               | 4:07         |
| 12. | «Walk On (Keep on Movin’)»                 | Пит Белотт, Джорджо Мородер               | 3:51         |
| 13. | «Don’t Cry for Me Argentina»               | Тим Райс, Эндрю Ллойд Уэббер              | 4:29         |
| 14. | «A Runner With the Pack»                   | Пит Белотт                                | 4:08         |
| 15. | «Highway Runner»                           | Джорджо Мородер, Донна Саммер             | 3:29         |
| 16. | «Romeo»                                    | Пит Белотт, Сильвестр Левей               | 3:19         |
| 17. | «End of the Week»                          | Пит Белотт, Сильвестр Левей               | 3:39         |
| 18. | «I Need Time»                              | Пит Белотт, Джорджо Мородер, Донна Саммер | 4:24         |

## I’m a Rainbow: Recovered & Recoloured
В 2021 году I’m a Rainbow альбом был переиздан под названием I’m a Rainbow: Recovered & Recoloured. В новое издание вошло 10 переработанных треков — ремиксы и обработки от продюсеров и диджеев Джуниора Васкеса, Le Flex, Figo Sound, Жан Тоник, Ladies On Mars и Оливер Нельсон.

### Список композиций
| №   | Название                                                              | Автор(ы)                                  | Длительность |
| --- | --------------------------------------------------------------------- | ----------------------------------------- | ------------ |
| 1.  | «I’m A Rainbow» (Junior’s Shiny Rainbow Edit)                         | Брюс Судано                               | 4:13         |
| 2.  | «I Believe (In You)» (дуэт с Джо Эспозито) (Figo Sound Version)       | Харольд Фальтермайер, Кит Форси           | 4:45         |
| 3.  | «Back Where You Belong» (Jean Tonique Remix)                          | Харольд Фальтермайер, Кит Форси           | 4:18         |
| 4.  | «You To Me» (Oliver Nelson Remix)                                     | Пит Белотт, Сильвестр Левей               | 3:36         |
| 5.  | «Don’t Cry For Me Argentina» (Ladies On Mars ‘Buenos Aires’ Remix)    | Тим Райс, Эндрю Ллойд Уэббер              | 5:34         |
| 6.  | «Sweet Emotion» (Le Flex Remix)                                       | Пит Белотт, Сильвестр Левей               | 3:43         |
| 7.  | «Brooklyn» (Ladies On Mars ‘Child Of Rhythm’ Remix)                   | Пит Белотт, Сильвестр Левей, Донна Саммер | 4:42         |
| 8.  | «Romeo» (Ladies On Mars ‘Luv-NRG’ Remix)                              | Пит Белотт, Сильвестр Левей               | 3:38         |
| 9.  | «Highway Runner» (Ladies On Mars ‘Street Race’ Remix)                 | Джорджо Мородер, Донна Саммер             | 3:09         |
| 10. | «Leave Me Alone» (Ladies On Mars ‘Independence’ Remix)                | Харольд Фальтермайер, Кит Форси           | 4:13         |
| 11. | «Brooklyn» (Ladies On Mars ‘Child Of Rhythm’ Remix — Radio Edit)      | Пит Белотт, Сильвестр Левей, Донна Саммер | 3:36         |
| 12. | «I Believe (In You)» (дуэт с Джо Эспозито) (Figo Sound Radio Version) | Харольд Фальтермайер, Кит Форси           | 3:00         |
| 13. | «Highway Runner» (Ladies On Mars ‘Street Race’ Extended Remix)        | Джорджо Мородер, Донна Саммер             | 6:17         |
| 14. | «Brooklyn» (Ladies On Mars ‘Child Of Rhythm’ Extended Remix)          | Пит Белотт, Сильвестр Левей, Донна Саммер | 6:52         |
| 15. | «Romeo» (Ladies On Mars ‘Luv-NRG’ Extended Remix)                     | Пит Белотт, Сильвестр Левей               | 6:46         |